# 各年のタジキスタンの一覧

タジキスタンの国旗

各年のタジキスタンの一覧（かくねんのタジキスタンのいちらん）は、タジキスタンの各年ごとの記事の一覧。この一覧ではタジキスタンの各年ごとの記事の他、各世紀と各年代、タジキスタンの各分野における各年ごとの記事についても取り扱う。

## 一覧

### 20世紀
- 1990年代
  - 1993年のタジキスタン（英語版）

### 21世紀
- 2010年代
  - 2013年のタジキスタン（英語版） 2017年のタジキスタン（英語版） 2018年のタジキスタン（英語版） 2019年のタジキスタン（英語版）

- 2020年代
  - 2020年のタジキスタン（英語版）